# 笑傲在明天
《笑傲在明天》（英語：Where I Belong）是香港電視廣播有限公司製作的時裝電視劇，全劇共30集。劇集以香港主權移交前的過渡期為背景，刻劃香港人移民到外國當「太空人」的境況，為1980年代香港人的寫照。此剧为无线电视23周年台庆剧。主題曲《誰來主宰》由Beyond主唱。
該劇曾獲得1991年度壹電視大獎十大電視節目第一位。
此劇曾於2007年7月5日在翡翠台深夜劇集時段，2017年3月15日在TVB星河頻道重播。

## 故事大綱
许忠信（万梓良）及其任职投资主任的妻子洛素珊（林其欣），本过着安稳的生活，但面对九七问题，忠信无奈接受妻子的安排，独自到澳洲当“太空人”，途中认识大陆青年游向东（吴镇宇），两人在彼邦人地生疏，受尽欺凌，患难中成莫逆之交，后因移民局查破实情，向东被押回港，而忠信有感夫妻分隔多时，决意回港，惜此时素珊正与前度男友侯世杰（张兆辉）旧情复炽；向东为好友不忿，集众羞辱世杰，世杰以为忠信主使，誓要雪此辱。
安靖（周海媚）因妹安琪（余倩雯）与忠信之弟忠诚（李中宁）的纠纷而认识，工作上两人再相遇，接触日多，但碍于双方感情上的阴影，只维持朋友关系。
另一方面，向东的年轻表姨妈谢西西（梅小惠）回港欲物色对象，向东为取绿咭欺骗西西感情，欢喜冤家搞出笑话连篇。
信之妹夫兆坤生意失败，骗忠信将保险金加股，再卷款私逃，信幸得众人协助面度过难关，忠信与安靖的感情更进一步。
世杰信成就，竟勾结兆坤（郭德信）回港与忠信争夺股权，又同集团太子爷子谦（欧阳震华）献计收购忠信的事业，忠信反得集团主席宋柏棠（鲍方）赏识，至欲招为女婿，更加引来世杰的嫉妒，势成水火；此时，忠信与安靖的感情亦因子君（朱洁仪）的出现而趋白热化......

## 演員表
| 演員     | 角色                           |
| -------- | ------------------------------ |
| 萬梓良   | 許忠信                         |
| 吳鎮宇   | 游向東                         |
| 周海媚   | 安 靖                          |
| 梅小惠   | 謝西西                         |
| 張兆輝   | 侯世傑（於第30集變成超級瘋子） |
| 林其欣   | 洛素珊                         |
| 朱潔儀   | 宋子君                         |
| 盧宛茵   | 顏如玉                         |
| 歐陽震華 | 宋子謙                         |
| 鮑 方    | 宋柏棠                         |
| 李中寧   | 許忠誠                         |
| 余倩雯   | 安 琪                          |
| 仙杜拉   | 夏金珠                         |
| 文雪兒   | 許秀芳                         |
| 張英才   | 許仲發                         |
| 郭德信   | 丁兆坤                         |
| 韓馬利   |                                |

## 歌曲
- 主題曲：誰來主宰

作曲：黃家駒
作詞：黃家強、黃貫中
主唱：Beyond
收錄專輯：猶豫（1991）
- 插曲：無淚的遺憾

作曲：黃家駒
作詞：劉卓輝
主唱：Beyond
收錄專輯：命運派對（1990）

## 轶事
- 此剧的“游向東”一角原由巨星周星驰饰演，后因其在电影界发展顺遂而决定辞演。因此，改由原本饰演“侯世杰”一角的吴镇宇顶上，而其角色则改由张兆辉顶上。
- 因周星驰辞演此剧而欠無綫1部劇，故名義上仍有合約

## 外部連結
- 笑傲在明天 （页面存档备份，存于）

## 電視節目的變遷
| 香港 無綫電視翡翠台深夜劇集時段 星期二至六 03:15-05:00 | 香港 無綫電視翡翠台深夜劇集時段 星期二至六 03:15-05:00 | 香港 無綫電視翡翠台深夜劇集時段 星期二至六 03:15-05:00 |
| ------------------------------------------------------ | ------------------------------------------------------ | ------------------------------------------------------ |
|                                                        | 笑傲在明天 （2007年7月5日 － 2007年7月25日）           |                                                        |
| 春日 （2007年6月22日 - 2007年7月4日）                  | 香港人在廣州 （2007年7月26日 - 2007年8月8日）          |                                                        |